# 新亞歷山德里夫斯凱 (尼古拉耶夫區)
47°27′44″N 31°53′55″E / 47.46222°N 31.89861°E
新亞歷山德里夫斯凱（烏克蘭語：Новоолександрівське），是烏克蘭南部的村莊，隸屬尼古拉耶夫州的尼古拉耶夫區。該村始建於1880年，面積0.03平方公里，海拔高度93米，2001年人口17，人口密度每平方公里566.7人。